# N592 (België)
De N592 is een gewestweg in België van Momignies naar de Franse grens bij Trélon. De lengte van de weg bedraagt ruim een kilometer.

## Traject
De N592 loopt vanaf de N591 in Momignies naar het westen via de Rue Mandenne naar de Franse grens richting Trélon.